# IC 59
IC 59 (Mgławica Gamma Cas) – słaba mgławica refleksyjna znajdująca się w konstelacji Kasjopei w odległości około 600 lat świetlnych od Ziemi. Została odkryta 17 stycznia 1890 roku przez Isaaca Robertsa.

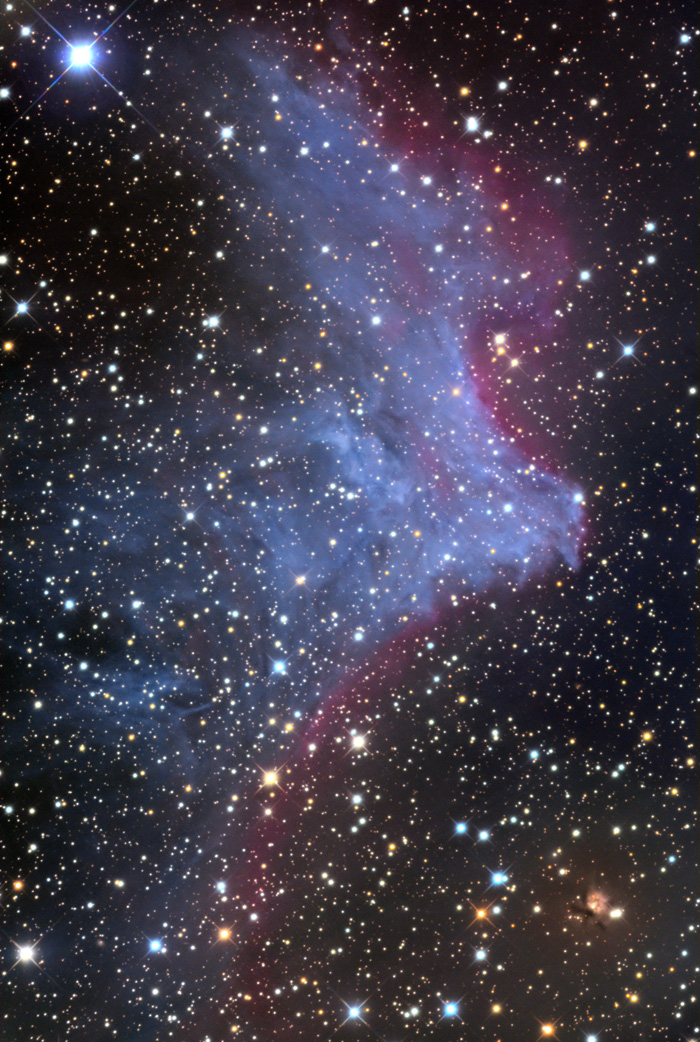
IC 59 (Mount Lemmon SkyCenter)

Mgławica IC 59 znajduje się w odległości zaledwie kilku lat świetlnych od gwiazdy Gamma Cassiopeiae, przez którą jest jonizowana. Wspólnie z mgławicą emisyjną IC 63 tworzą obiekt skatalogowany w katalogu Sharplessa jako Sh2-185.